# Тракийска народна група
Тракийската тройка, наричана също Тракийска народна група, е българска фолклорна група, активна от 1936 година до 40-те години.
Създадена е през 1936 година от Станил Паяков (кавал) и след няколко промени в състава от 1939 година включва още Манол Тодоров (гъдулка) и Стойчо Даскалов (тамбура). В този вид групата се налага като един от водещите изпълнители на Радио „София“, където прави и множество записи като съпровождаща група на известни народни певци. След Деветосептемврийския преврат от 1944 година ръководството на групата е поето от Манол Тодоров, който увеличава състава ѝ, а малко по-късно тя става основа на фолклорното звено в Ансамбъла на Българската народна армия.